# 皮埃尔隆格
皮埃尔隆格（法語：Pierrelongue，法語發音：[pjɛʁlɔ̃ɡ]）是法国德龙省的一个市镇，位于该省南部，属于尼永斯区。

## 地理
皮埃尔隆格（44°14'45"N, 5°13'4"E）面积5.13 平方千米，位于法国奥弗涅-罗讷-阿尔卑斯大区德龙省，该省份为法国东南部内陆省份，北起顺时针与伊泽尔省、上阿尔卑斯省、上普罗旺斯阿尔卑斯省、沃克吕兹省和阿尔代什省接壤。
与皮埃尔隆格接壤的市镇（或旧市镇、城区）包括：乌韦兹河畔莫朗、乌韦兹河畔拉佩讷、普罗皮亚克。

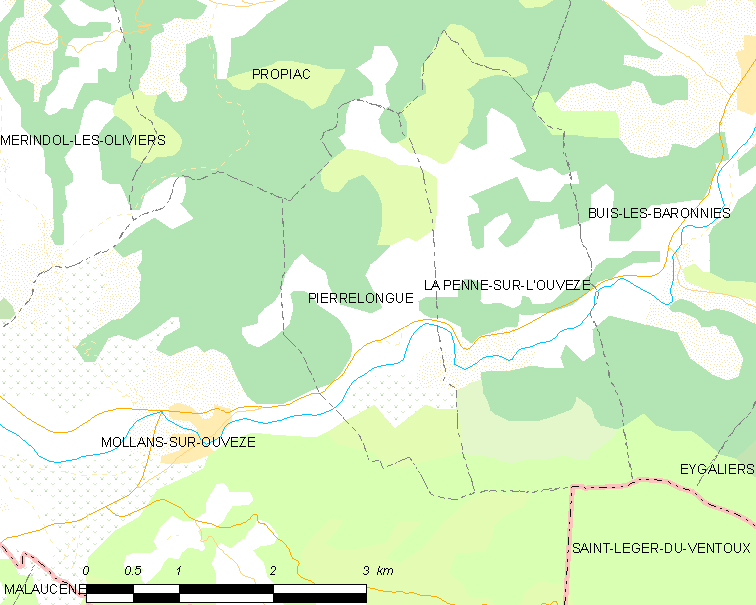
皮埃尔隆格的OSM定位图

皮埃尔隆格的时区为UTC+01:00、UTC+02:00（夏令时）。

## 行政
皮埃尔隆格的邮政编码为26170，INSEE市镇编码为26236。

## 政治
皮埃尔隆格所属的省级选区为尼永斯-巴罗尼县。

## 人口

1962-2008年间皮埃尔隆格人口变化图示

皮埃尔隆格于2022年1月1日时的人口数量为228人。